# جنيفر ريزوتي
جنيفر ريزوتي (بالإنجليزية: Jennifer Rizzotti)‏ مواليد 15 مايو 1974 في وايت بلينس، هي لاعبة كرة سلة أمريكية سابقة أصبحت مدربة بدأت مسيرتها الاحترافية في سنة 1996. تم اختيارها من قبل فريق هيوستن كومتز خلال الدرافت. اعتزلت اللعب في 2003. فازت بلقب دوري المحترفات.

## روابط خارجية
- جنيفر ريزوتي على موقع الاتحاد الوطني لكرة السلة النسائية (الإنجليزية)
- جنيفر ريزوتي على موقع كلية كرة السلة في سبورتس رفرنس.كوم (الإنجليزية)
- جنيفر ريزوتي على موقع بروبوليرز (الإنجليزية)
- جنيفر ريزوتي على موقع قاعة مشاهير كرة السلة للسيدات (الإنجليزية)
- جنيفر ريزوتي على موقع سبورتس رفرنس (الإنجليزية)
- جنيفر ريزوتي على موقع كلية كرة السلة في سبورتس رفرنس.كوم (الإنجليزية)